# Periphragnis
Periphragnis — це вимерлий рід ізотемнідних нотоунгулятів, який жив із середнього еоцену до раннього олігоцену на території сучасної Аргентини та Чилі.

## Опис
Ця тварина була міцної статури, з потужними, ймовірно, пальцевими ногами, що закінчувалися копитами. Передні кінцівки, особливо міцні, були схожі на передні кінцівки свого родича Thomashuxleya, але мали менш сплощені копитні фаланги. Періфрагніс був приблизно півтора метра в довжину, розміром приблизно з сучасного кабана. Його череп мав невеликий нейрочереп, а зубний ряд був повним і майже без діастеми. Ікла були великих розмірів.
Periphragnis мав багато подібностей з Thomashuxleya, але його зуби мали трохи вищу коронку, хоча все ще брахідонтними. Парастільні та параконові складки у верхніх молярах були менш помітними, а також менш чітко розділеними; складки парастиля, у верхніх зубах яремної ділянки, перетинаються з губним метастилем попередніх зубів. Другий нижній премоляр був більш складним, ніж у Thomashuxleya, з добре розвиненою задньоязиковою борозною; нижні премоляри, як правило, були коротшими та відносно ширшими, тоді як набір різців був розташований більш поперечно.

## Палеобіологія
Як і деякі інші ізотемніди, Periphragnis харчувався корінням і бульбами, які він викопував своїми потужними ногами і подрібнював сильними передніми зубами. Характеристики молярів і різців вказують на те, що ця тварина могла пастися.